# 게라르디나속
게라르디나속(Gerrardina)은 속씨식물 속의 하나이다. 기어오르는 성질을 지닌 관목 2종을 포함하고 있으며, 아프리카 동부 지역에서 발견된다. 게라르디나과(Gerrardinaceae)의 유일한 속이다. 정확한 분류학적 위치는 아직 미정이나, 현재는 임시적으로 후에르테아목에 할당하여 분류하고 있다.

## 하위 종
- Gerrardina eylesiana
- Gerrardina foliosa

## 계통 분류
2013년 크리스텐휴즈 등(M. J. M. CHRISTENHUSZ et al.)의 연구에 기반한 후에르테아목의 계통 분류는 다음과 같다.
| 페테나이아과 | 페테나이아속 |
|              | 페테나이아속 |
| 게라르디나과 | 게라르디나속 |
|              | 게라르디나속 |

|  | 후에르테아속 |
|  |              |
|  | 타피스키아속 |
|  |              |

|  | 디펜토돈속   |
|  |              |
|  | 페로테티아속 |
|  |              |

|  | 후에르테아속 |
|  |              |
|  | 타피스키아속 |
|  |              |

|  | 디펜토돈속   |
|  |              |
|  | 페로테티아속 |
|  |              |

| 페테나이아과 | 페테나이아속 |
|              | 페테나이아속 |
| 게라르디나과 | 게라르디나속 |
|              | 게라르디나속 |

|  | 후에르테아속 |
|  |              |
|  | 타피스키아속 |
|  |              |

|  | 디펜토돈속   |
|  |              |
|  | 페로테티아속 |
|  |              |

|  | 후에르테아속 |
|  |              |
|  | 타피스키아속 |
|  |              |

|  | 디펜토돈속   |
|  |              |
|  | 페로테티아속 |
|  |              |